# Клетка за елиминация (2019)
Клетка за елиминация (на английски: WWE Elimination Chamber, (познато като Без измъкване в Германия) е кеч pay-per-view (PPV) турнир и WWE Network събитие, продуцирано от WWE за шоутата Първична сила, Разбиване, 205 на живо. Провежда на 17 февруари 2019 в Toyota Center във Хюстън, Тексас. Това беше деветото събитие в хронологията на Клетка за елиминация.
На събитието бяха оспорвани седем мача, включително един в предварителното шоу на Кикоф. В главния мач Даниел Брайън победи Ей Джей Стайлс, Самоа Джо, Кофи Кингстън, Ренди Ортън и Джеф Харди в Елиминационната клетка мач за да запази Титлата на федерацията. В другите мачове, Бейли и Саша Банкс) спечелиха елиминационна клетка отборен мач, за да станат първите жени които печелят нови отборни титли за жени в първия мач. Фин Балор победи защитаващия шампион Боби Лейшли и Лио Ръш в мач хендикап 2 на 1 мач за да спечели Интерконтиненталтата титла, и Ронда Раузи победи Руби Райът за да запази Титлата при жените на Първична сила.

## Продукция

### Заден план
Елиминационна клетка е гимик с плащане за гледане, произведен за първи път от WWE през 2010 г. Той се произвежда всяка година с изключение на 2016 г. и обикновено се провежда през февруари.
Концепцията на шоуто е, че един или два мача от главните мачове се състезават в Елиминационната клетка или титли или бъдещи възможности за титли. 2019 г. беше деветото по хронологията на Елиминационната клетка и в него участваха кечисти от шоутата Първична сила, Разбиване и 205 на живо, както след КечМания 34 през април 2018 г.,WWE прекрати ексклузивното заплащане за гледания. Събитието през 2019 г. представи първия по рода си мач женски отборен мач в Елиминационната клетка който беше вторият мач от отборен мач от такъв вид.
От 2011 г. шоуто се популяризира като „Без бягство“ в Германия тъй като се опасяваше, че името „Елиминационна клетка“ може да напомня на хората за газовите клетки, използвани по време на Холокоста.

### Сюжетни линии
Картата включваше седем мача, включително един в предварителното шоу на Кикоф. Мачовете са резлутат от сценарии, където борците изобразяват герои, злодеи или по-малко различими герои в сценарийни събития, които съцдават напрежение и завършват в борба или серия от мачове. Резултатите бяха предварително определени от авторите на WWE за шоутата Първична сила, Разбиване и 205 на живо, с сюжетни линии, изготвени в техните седмични телевизионни предавания, Първична сила, Разбиване на живо и в полу-тежката дивизия 205 на живо.
На Кралски грохот, Миз и Шейн Макмеън победиха Бар (Сезаро и Шеймъс) за да спечелят Отборните титли на Разбиване. В следващия епизод на Разбиване, Братя Усо (Джей Усо и Джими Усо) победиха Бар, Новия ден (представители Големия И и Кофи Кингстън и Тежки машини (Отис и Тъкър) в мач четворен отборен мач за спечелване на титлите на Клетка за елеминация.
На Кралски грохот Даниел Брайън победи Ей Джей Стайлс за да запази Титлата на Федерацията с помощта на завърналия се Роуън. В следващия епизод на Разбиване, Брайън, заедно с Роуън, изхвърлиха стандартната титла с кожена подвързия с метални пластини в кофа за боклук и представиха нова персонализирана титла, направена от коноп и дърво. Стайълс след това комфортира с Брайън и Роуън, последвани от Ренди Ортън, Самоа Джо, Джеф Харди и Мустафа Али. След последващо сбиване главния оперативен директор на Федерацията Трите Хикса планира Брайън да защити титлата срещу петимата в мач на Клетка за елиминация. А гаунтлет мач между шестимата беше насрочено за 12 февруари епизод за да се определи кой ще влезе в елиминационната клетка последен. Поради легитимна контузия обаче Али беше изтеглен от мача и даменен от Кофи Кингстън от Новия ден. Оптън спечели последвалия мач гаунтлет, което му позволи да бъде последен участник в клетката.
В епизода на Първична сила на 4 февруари, Шампионката при жените на Първична сила Ронда Раузи отправи открито предизвикателство за титлата. Отборън Райът Склад (Руби Райът, Лив Морган и Сара Логан) излезнаха и Морган прие предизвикателството, но бе победена. Веднага след това Логан се засили, но също така беше победена. Райът не се опита да предизвика Раузи и вместо това се оттегли с нейния отбор. В зад кулисите в интервю Райът заяви, че гапантира, че съотборничките ѝ са добре и твърди, че може да победи Раузи по всяко време. По-късно се разкри, че Раузи ще защитава титлата си срещу Райът на турнира Клетка за елиминация.
На 28 януари в епизода на Първична сила, докато Фин Балър се занимаваше със загубата си от Универсарния шампион Брок Леснар на Кралски грохот, той беше прекъснат от Интерконтинентарния шампион Боби Лейшли и неговия мениджър Лио Ръш. Лейшли твърди, че е по-добър от Леснар и след това атакува Балор. Следващата седмица Балор трябваше да се изправи срещу Лейшли, но вместо срещу Лейшли имаше мач Балор срещу Ръш. Лейшли заяви, че в зависимост от представянето на Балор, той би си помислил да му даде изстрел за титлата, но преди мачът да започне, Лейшли атакува Балор. Въпреки това Балор победи Ръш. Тогава Балор получи мач да се изправи срещу Лейшли и Ръш в мач хендикап на турнира Клетка за елиминация за Интерконтиненталната титла на Лейшли на линия.
През втората половина на 2018 г. Барон Корбин служи като изпълняващ длъжността генерален мениджър. През това време Браун Строуман беше в края на властта си, включитерно Корбин, костващ на Строуман Универсалната титла на Кралско бижу. На МСС: Маси, стълби и столове, Строуман победи Корбин в титулярния мач, от авторитента си власт и печели още един мач за Универсалната титла на Кралски грохот. Въпреки това Корбин също накара Строуман да загуби тази възможност за титлата. След конфротация между двамата в епизода на Първична сила на 14 януари, Строуман преследва Корбин до зоната зад кулисите, където Корбин се е скрил в Лимузината на Винс Макмеън. Строуман унищожи лимузината, в резултат на което г-н Макмеън му сложи глоба $100 000 долара и отмени мача му за универсалната титла. Строуман и Корбин продължиха враждата си през следващите няколко седмици и на турнира Клетка за елиминация беше обявен мач Без дисквалификации между двамата.
В предварителното шоу на Кралски грохот Кикоф Бъди Мърфи победи Калисто, Акира Тозауа и Хидео Итами във Фатална четворка мач за да запази Титлата в полутежка категория. На 5 февруари 2019 г., епизод на 205 на живо, Тозава победи Седрик Александър, Лио Ръш и Умберто Карийло в мач фатална четворка за да спечели още един мач за титлата срещу Мърфи в предварителното шоу на Клетка за елеминация.

## Събитие
| Роля:                   | Име:                                                                      |
| ----------------------- | ------------------------------------------------------------------------- |
| Английски коментатори   | Майкъл Коул (Първична сила/Женски Отборен Елиминационна Клетка Мач)       |
| Английски коментатори   | Кори Грейвс (Първична сила/Разбиване/и двата Клетка за елиминация мачове) |
| Английски коментатори   | Рене Йънг (Първична сила/Женски Отборен Елиминационна Клетка Мач)         |
| Английски коментатори   | Том Филипс (Разбиване)                                                    |
| Английски коментатори   | Байрън Сакстън (Разбиване)                                                |
| Английски коментатори   | Вик Джоузеф (205 на живо)                                                 |
| Английски коментатори   | Найджъл Макгинес (205 на живо)                                            |
| Английски коментатори   | Ейдън Инглиш (205 на живо)                                                |
| Английски коментатори   | Бет Финикс (Женски Отборен Елиминационна Клетка Мач)                      |
| Испански коментатори    | Карлос Кабрера                                                            |
| Испански коментатори    | Марсело Родригез                                                          |
| Немски коментатори      | Карстен Шефер                                                             |
| Немски коментатори      | Тим Хабер                                                                 |
| Немски коментатори      | Калвин Най                                                                |
| Ринга говорители        | Грег Хамилтън (Разбиване/205 на живо)                                     |
| Ринга говорители        | Майк Рим (Първична сила/Женски Отборен Елиминационна Клетка Мач)          |
| Съдии                   | Данило Анфибио                                                            |
| Съдии                   | Джейсън Айърс                                                             |
| Съдии                   | Майк Киода                                                                |
| Съдии                   | Джон Конус                                                                |
| Съдии                   | Дан Енглер                                                                |
| Съдии                   | Дарик Мур                                                                 |
| Съдии                   | Чад Патън                                                                 |
| Интервюиращи            | Чарли Карузо                                                              |
| Интервюиращи            | Даша Фуентес                                                              |
| Интервюиращи            | Кайла Бракстън                                                            |
| Предварително шоу панел | Джонатан Кочман                                                           |
| Предварително шоу панел | Бет Финикс                                                                |
| Предварително шоу панел | Букър Ти                                                                  |
| Предварително шоу панел | Сам Робъртс                                                               |

### Предварително шоу
По време на предварителното шоу на Клетка за елиминация, Бъди Мърфи защити Титлата в полутежка категория срещу Акира Тозауа. В колминацията на Мърфи направи финишъра си „Закона на Мърфи“ на Тозауа, за да запази титлата.

### Мачове в главното шоу
След това Миз и Шейн Макмеън защитиха Отборни титли на Разбиване срещу Братя Усо (Джей Усо и Джими Усо). В крайна сметка Миз направи „Смазващ черепа финал“ на Джими; Въпреки това, докато Миз отива за туша, Джими се обръща и тушира Миз за да спечели титлата за рекорден четвърти път.
След това Боби Лейшли защити Интерконтиненталната титла в мач хендикап, в който се обедини с Лио Ръш, за да се изправи срещу Фин Балър. В крайна сметща Балор направи „Милостинията“ на Ръш, за да спечели титлата на Лейшли. След мача раздразненият Лейшли атакува Ръш с тръшване и си тръгна.
В четвъртия мач Ронда Раузи защити титлата при жените на Първична сила срещу Руби Райът. В крайна сметка, Раузи принуди Райът да се предаде и я победи за 100 секунди. Шарлът Светкавицата, противникът на Раузи на КечМания 35, която седеше до ринга за мача, влезе на ринга и се втренчи в Раузи, докато Беки Линч, оригиналната съперничка на Раузи за КечМания, която беше отстранена, излезе от публиката на патерици. След това Линч атакува Флеър с патерица, докато Раузи наблюдаваше. Линч подаде другата патерица на Раузи, за да атакува и тя Флеър, но самата тя нападна и Раузи с патерица. Охранителите излязоха и изведоха Линч от сградата.
В предпоследния мач Броун Строумав се изправи срещу Барон Корбин в мач без дисквалификации по средата на мача Дрю Макинтайър излезе да помага на Корбин, следван от Боби Лейшли. В кулминацията Корбин, Макинтайър и Лейшли направиха тройна мощна бомба на Строуман от стоманените стъпала през две маси, позволявайки на Корбин да тушира Строуман и да спечели мача.

### Главен мач
В главния мач Даниел Брайън защити Титлата на Федерацията в Клетка за елиминация мач срещу Кофи Кингстън, Ей Джей Стайлс, Джеф Харди, Ренди Ортън и Самоа Джо. Брайън и Джо започаха мача. Кингстън влезе трети. Четвъртият участник беше Стайлс, който елиминира Джо с „Феноменален лакът“. Харди влезе пети, но е елиминиран от Брайън след високо коляно. Последният, който влезе, беше Ортън, който спечели това право, като спечели мача гаунтлет в „Разбиване“. Докато Стайълс прави опит за „Феноменален лакът“ на Кингстън, Оптън хваща Стайлс с „РКО“, за да елиминира Стайлс. Малко след това Кингстън направи на Ортън „Беда в Рая“, за да елиминира Оргън, оставяйкиКингстън и Брайън като последните двама. След много обрати, Брайън направи на Кингстън „високо коляно“ за да запази титлата. След мача, разочарования Кингстън се присъедини към съотборниците си от Новия ден Големия И Ксавиер Уудс, докато феновете приветсваха да покажат своята благодарност към Кингстън.

## Последствия

### Първична сила
На следващата вечер в Първична сила, първите отборни шампионки при жените The Boss 'n' Hug Connection заявиха, че ще защитават титлите в Първична сила, Разбиване и NXT. След това бяха изправени пред Ная Джакс и Тамина, които искаха да бъдат първите предизвикали шампионките. След това Джакс се подигра на Банкс и заявява, че когато Банкс печели титла, тя я губи в първата си защита.
Браун Строуман и Барон Корбин имаха реванш в мач с маси който Строуман спечели.

## Резултати
| №                                                                                     | Резултати | Правила                                                                 | Време |
| ------------------------------------------------------------------------------------- | --- | ----------------------------------------------------------------------- | ----- |
| 1П                                                                                    | Бъди Мърфи (ш) победи Акира Тозауа | Индивидуален мач за Титлата в палутежка категория                       | 13:25 |
| 2                                                                                     | The Boss 'n' Hug Connection (Бейли и Саша Банкс) победиха Кармела и Наоми, Манди Роуз и Соня Девил, Ная Джакс и Тамина, Иконите (Били Кей и Пейтън Ройс), и Райът Склад (Лив Морган и Сара Логан) | Елиминационна Клетка мач за първите отборни женски титли на Федерацията | 33:00 |
| 3                                                                                     | Братя Усо (Джей Усо и Джими Усо) победиха Миз и Шейн Макмеън (ш) | Отборен мач за Отборните титли на Разбиване                             | 14:10 |
| 4                                                                                     | Фин Балор победи Боби Лейшли (ш) и Лио Ръш | Хендикап мач за Интерконтиненталната титла                              | 9:30  |
| 5                                                                                     | Ронда Раузи (ш) победи Руби Райът чрез предаване | Индивидуален мач за Титлата при жените на Първична сила                 | 1:40  |
| 6                                                                                     | Барон Корбин победи Браун Строуман | Без Дисквалификации мач                                                 | 10:50 |
| 7                                                                                     | Даниел Брайън (ш) победи Ей Джей Стайлс, Джеф Харди, Кофи Кингстън, Ренди Ортън и Самоа Джо | Елиминационна Клетка мач за Титлата на Федерацията                      | 36:40 |
| - (ш) – указва шампиона/шампионите в мача - П – показва, че мача се случи преди шоуто | |                                                                         |       |

### Първите отборни титли за жени Клетка за Елиминация Мач
| Елиминация | Отбор                                             | Влязъл | Елиминиран от                                                                                   | Метод на елиминация | Време |
| ---------- | ------------------------------------------------- | ------ | ----------------------------------------------------------------------------------------------- | ------------------- | ----- |
| 1          | Кармела и Наоми                                   | 5      | Иконите                                                                                         | Туш                 | 17:10 |
| 2          | Иконите (Пейтън Ройз и Били Кей)                  | 4      | Ная Джакс и Тамина                                                                              | Туширане            | 20:15 |
| 3          | Райът Склад (Лив Морган и Сара Логан)             | 3      | Ная Джакс и Тамина                                                                              | Туширане            | 25:05 |
| 4          | Ная Джакс и Тамина                                | 6      | Връзката на Шефа и Прегръдката и Огън и Желание (Бейли и Саша Банкс и (Менди Роуз и Соня Девил) | Туширане            | 27:05 |
| 5          | Огън и Желание (Менди Роуз и Соня Девил)          | 1      | Връзката на Шефа и Прегръдката                                                                  | Предаване           | 33:00 |
| Победител  | Връзката на Шефа и Прегръдката Бейли и Саша Банкс | 2      | NA                                                                                              | NA                  | NA    |

### Титлата на Федерацията Елиминационна Клетка Мач
| Елиминация | Кечист            | Влязъл | Елиминиран от  | Метод на елиминация | Време |
| ---------- | ----------------- | ------ | -------------- | ------------------- | ----- |
| 1          | Самоа Джо         | 1      | Ей Джей Стайлс | Туширане            | 14:35 |
| 2          | Джеф Харди        | 5      | Даниел Брайън  | Туширане            | 18:00 |
| 3          | Ей Джей Стайлс    | 4      | Ренди Ортън    | Туширане            | 22:25 |
| 4          | Ренди Ортън       | 6      | Кофи Кингстън  | Туширане            | 24:05 |
| 5          | Кофи Кингстън     | 3      | Даниел Брайън  | Туширане            | 36:40 |
| Победител  | Даниел Брайън (ш) | 2      |                |                     |       |